# نیکولای شماتکو
نیکولای شماتکو (اوکراینی: Микола Гаврилович Шматько؛ ۱۷ اوت ۱۹۴۳ – ۱۵ سپتامبر ۲۰۲۰) نقاش، و مجسمه‌ساز اهل اتحاد جماهیر شوروی سوسیالیستی بود.